# Cyphon magicus
Cyphon magicus là một loài bọ cánh cứng trong họ Scirtidae. Loài này được Blackwelder & Arnett miêu tả khoa học năm 1974.